# Henk van Stee
Henk van Stee est un footballeur néerlandais devenu entraîneur né le 17 décembre 1961 à Rotterdam (Pays-Bas).

## Biographie
Il a évolué comme milieu de terrain dans les années 1980, au Sparta Rotterdam puis au De Graafschap Doetinchem. Il raccroche les crampons en 1990 et devient entraîneur. Il travaille pour le Sparta Rotterdam, le VVV Venlo, le Feyenoord Rotterdam, l'AZ Alkmaar et l'Excelsior Rotterdam, avant de prendre en charge les joueurs du De Graafschap Doetinchem, en 2008-2009.